# Thomas Strässle

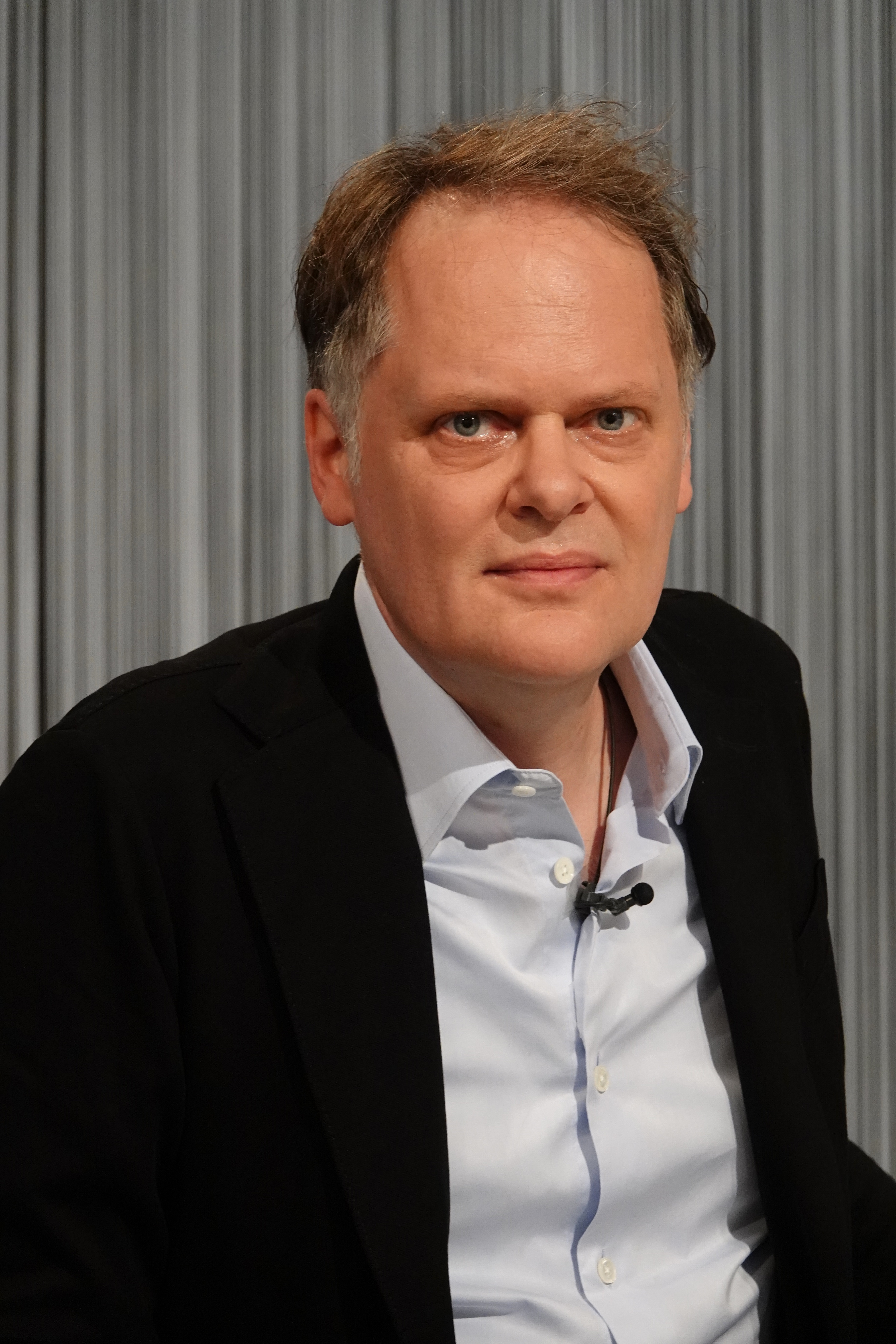
Thomas Strässle (2024)

Thomas Strässle (* 13. April 1972 in Baden, Schweiz) ist ein Schweizer Literaturwissenschaftler, Autor und Flötist.

## Leben
Thomas Strässle studierte von 1992 bis 1997 Germanistik, Philosophie und Musikwissenschaft an der Universität Zürich. Als ein Parallelstudium absolvierte er von 1993 bis 1998 ein Musikstudium mit dem Hauptfach Querflöte. 1997 erhielt Strässle das Lizentiat der Universität Zürich und 1998 das Lehrdiplom für Musik. Von 1998 bis 2005 war Thomas Strässle ein Schüler des Schweizer Flötisten Aurèle Nicolet. 1999 folgten das Konzertdiplom und die Promotion an der Universität Zürich mit einer von Claudia Brinker-von der Heyde betreuten Dissertation über Grimmelshausens Simplicissimus Teutsch.
Nach dem Master of Philosophy in European Literature der University of Cambridge (Gonville & Caius College) im Jahr 2000 arbeitete Strässle bis 2005 als Post-doc-Assistent am Deutschen Seminar der Universität Zürich. In dieser Zeit übernahm er 2003 eine Gastdozentur an der Eberhard Karls Universität Tübingen. Im Rahmen eines Forschungsprojektes des Schweizerischen Nationalfonds (SNF) war Strässle von 2005 bis 2007 in Paris an der École pratique des hautes études tätig. 2008 habilitierte sich Thomas Strässle an der Universität Zürich im Fach Neuerer deutscher und vergleichender Literaturwissenschaft mit einer Schrift über die Literaturgeschichte des Salzes.
Von 2008 bis 2009 leitete Strässle den Forschungsschwerpunkt Intermedialität an der Hochschule der Künste Bern. 2009 übernahm er eine Vertretungsprofessur an der Universität Zürich. Es folgten von 2009 bis 2013 eine SNF-Förderungsprofessur an der Hochschule der Künste Bern und 2011 der Visiting Professor an der Universität Siena. Seit 2013 ist Thomas Strässle Leiter des Y Instituts für Transdisziplinarität an der Hochschule der Künste Bern (zusammen mit Andi Schoon). Im Herbstsemester 2013 war Strässle zudem interimistischer Direktor des Schweizerischen Literaturinstituts in Biel und im akademischen Jahr 2014/15 sowie 2021/22 interimistischer Fachbereichsleiter Gestaltung & Kunst in Bern.
Daneben ist er Titularprofessor am Deutschen Seminar und am Seminar für Allgemeine und Vergleichende Literaturwissenschaft der Universität Zürich. Seit Herbst 2014 ist Strässle Mitglied der Kritikerrunde des «Literaturclubs» im Schweizer Fernsehen SRF und seit 2013 Präsident der Max Frisch-Stiftung an der ETH Zürich. Seit 2022 ist Strässle Literaturexperte in der Sendung Kulturzeit auf 3sat. Seit dem Jahr 2023 ist er Jurymitglied beim Ingeborg-Bachmann-Preis. Er ist seit 2023 auch Vize-Direktor der Hochschule der Künste Bern.

## Auszeichnungen
- 2010: Übersetzerpreis «Geisteswissenschaften International» des Börsenvereins des Deutschen Buchhandels
- 2013: Spezialpreis der Stadt Bern
- 2013: Anerkennungsgabe der Stadt Zürich
- 2023: Wahl zum beliebtesten Bachmannpreis-Juror 2023[1]
- 2025: Literaturpreis des Kantons Bern
- 2025: Wahl zum beliebtesten Bachmannpreis-Juror 2025[2]
- 2025: Anerkennungsbeitrag des Kantons Zürich

## Mitgliedschaften (Auswahl)
- Präsident der Max-Frisch-Stiftung
- Jurypräsident des Max Frisch-Preises
- Juror beim Ingeborg-Bachmann-Preis Klagenfurt
- Literarischer Beirat der Christine Lavant Gesellschaft Wien (2016–2020)
- Jurymitglied des Jean-Améry-Preises für europäische Essayistik
- Vizepräsident des Zentrums für künstlerische Nachlässe ZKN[3]
- Programmkommission des Festivals «Zürich liest»
- Jurymitglied des «Wortmeldungen»-Literaturpreises der Crespo Foundation Frankfurt (2018–2019)
- Mitglied im Scientific Advisory Board des Istituto Svizzero di Roma
- Jurymitglied des Schweizer Buchpreises (2011–2013)
- Mitglied im Editorial Board der Zeitschrift Musik & Ästhetik
- Mitglied der Grimmelshausen-Gesellschaft

## Veröffentlichungen (Auswahl)

### Monografien
- Fluchtnovelle. Suhrkamp, Berlin 2024, ISBN 978-3-518-47448-8.
- Carolin Emcke: Für den Zweifel. Gespräche mit Thomas Strässle. Kampa, Zürich 2022, ISBN 978-3-311-14036-8.
- Wer andern eine E-Mail schreibt ... Eine Anleitung in 18 Punkten. Dörlemann, Zürich 2021, ISBN 978-3-03820-086-4.
- Manifest der Künstlerischen Forschung. Eine Verteidigung gegen ihre Verfechter. Mit Silvia Henke, Dieter Mersch, Nicolaj van der Meulen, Jörg Wiesel. Diaphanes, Zürich 2020, ISBN 978-3-0358-0290-0.
- Fake und Fiktion. Über die Erfindung von Wahrheit. Hanser, München 2019, ISBN 978-3-446-26229-4.
- Gelassenheit. Über eine andere Haltung zur Welt. Hanser, München 2013, ISBN 978-3-446-24183-1.
- Salz. Eine Literaturgeschichte. (Habilitation). Hanser, München  2009, ISBN 978-3-446-23417-8.
- Salz. Das weiße Gold. Mit Gedichten von Ralph Dutli. Hanser, München 2007, ISBN 978-3-446-23417-8.
- Vom Unverstand zum Verstand durchs Feuer. Studien zu Grimmelshausens «Simplicissimus Teutsch». (Dissertation). Peter Lang, Bern 2001

### Herausgeberschaften
- Praktiken ästhetischen Denkens. 9 Essays zur Neuverhandlung von Kunst und Ästhetik. Mit Silvia Henke, Dieter Mersch, Nicolaj van der Meulen, Jörg Wiesel. Transcript, Bielefeld 2023.
- Mit Christoph Kleinschmidt u. Johanne Mohs: Das Zusammenspiel der Materialien in den Künsten. Theorien – Praktiken – Perspektiven. Transcript, Bielefeld 2013.
- Mit Simon Zumsteg: Trunkenheit. Kulturen des Rausches. Rodopi, Amsterdam 2008.
- Mit Barbara Naumann u. Caroline Torra-Mattenklott: Stoffe. Zur Geschichte der Materialität in Künsten und Wissenschaften. VDF Hochschulverlag an der ETH Zürich, Zürich 2006.
- Mit Caroline Torra-Mattenklott: Poetiken der Materie. Stoffe und ihre Qualitäten in Literatur, Kunst und Philosophie. Rombach, Freiburg im Breisgau 2005.
- Schatten/shadows. Böhlau, Köln/Weimar/Wien 2004.

### Edition
- Ingeborg Bachmann/Max Frisch. «Wir haben es nicht gut gemacht.» Der Briefwechsel. Mit Briefen von Verwandten, Freunden und Bekannten. Mit Hans Höller, Renate Langer, Barbara Wiedemann. Suhrkamp/Piper, Berlin/München 2022.
- Max Frisch. Fragebogen. Erweiterte Ausgabe. Mit Tobias Amslinger. Suhrkamp, Berlin 2019.
- Max Frisch. Wie Sie mir auf den Leib rücken! Interviews und Gespräche. Suhrkamp, Berlin 2017.
- Max Frisch. Aus dem Berliner Journal. Mitarbeiterin Margit Unser. Suhrkamp, Berlin 2014.

## Diskografie
- Thomas Strässle (Flöte), Christian Zaugg (Klavier): Charles-Marie Widor (Suite), Bohuslav Martinů (First Sonata), André Jolivet (Sonate). Amphion records, München 2003 (= amph 20280).
- Thomas Strässle (Flöte), Christian Zaugg (Klavier): Schweizer Musik für Flöte und Klavier aus der Mitte des 20. Jahrhunderts. Werner Wehrli (Suite; Sonate), Peter Mieg (Sonate), Robert Oboussier (Pavane et Gaillarde), Constantin Regamey (Sonatina). Musiques Suisses, Zürich 2004 (= MGB 6222).
- Thomas Strässle (Flöte), Christian Zaugg (Klavier): Dialogues. Raffaele d’Alessandro (Quatre pièces brèves; Sonate), Joseph Lauber (Sonata in una Parte), Paul Juon (Sonate). Pan Classics, Vevey 2007 (= PC 10193).